# دي جي هوندا
دي جي هوندا (باليابانية: dj honda) هو منتج أسطوانات ودي جيه وملحن ياباني، ولد في 1965 في هوكايدو في اليابان.

## وصلات خارجية
- الموقع الرسمي
- دي جي هوندا على موقع ميوزك برينز (الإنجليزية)
- دي جي هوندا على موقع إن إن دي بي (الإنجليزية)
- دي جي هوندا على موقع ديسكوغز (الإنجليزية)